# Murmidiidae

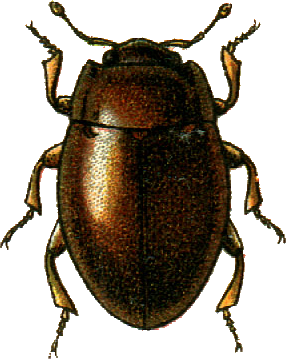
Murmidius ovalis

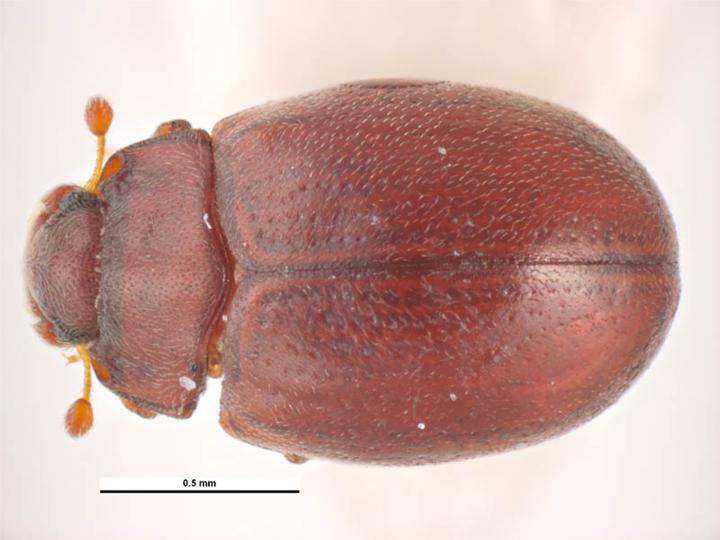
Murmidius ovalis

Murmidiidae (лат.) — семейство жуков из надсемейства Coccinelloidea (Coleoptera).

## Распространение
Встречаются во всём мире, но в основном в субтропических и тропических регионах.

## Описание
Мелкие жуки, длина тела менее 2 мм (1,0 — 1,7 мм). Обычно широкоовальные, но иногда удлинённые и параллельные до почти круглых; спинка плоская до сильно выпуклой, голая до отчетливо щетинковидной. Голова глубоко втянута в переднегрудь, с отчетливой лобно-клипеальной бороздой (= «шов») и затылочным гребнем. Усики короткие, 8-10-члениковые; булава всегда 1-члениковая и обычно цилиндрическая, редко уплощённая; усиковое отверстие не видно дорсально, но скапус усиков полностью обнажен. Терминальные членики максиллярных и лабиальных щупиков неигольчатые, уже предпоследних члеников и постепенно сужаются к закругленной вершине. Переднегрудь поперечная, с дорсальными или вентральными усиковыми впадинами в передних углах; переднегрудь перед прококсами в несколько раз длиннее прококсального диаметра, образует широкую пластинку, защищающую голову в покое; переднегрудной отросток вариабельный, но широкий, не выходит за пределы прококс; прококсальные полости снаружи и внутренне открытые. Надкрылья гладкие, в неравномерной пунктировке или редко с разнонаправленными рядами точек. Мезококсы очень широко разделены; их полости открываются в мезэпимерон. Метавентральная и брюшная посткоксальные линии дугообразные; формула лапок 4-4-4, членики лапок простые; эмподий отсутствует, коготки лапок простые, слабо изогнутые, их длина примерно равна 1/3 терминального членика лапки. Брюшко с 5 свободно сочленёнными вентритами, терминальный вентрит кренулированный. Эдеагус короткий; пенис трубчатый, тегмен футлярообразный, обычно без отчётливых парамер, реже с сочленёнными парамерами. Терминалии самок с крупными, удлинёнными и субтреугольными гонококситами, без гоностилей.

## Систематика
Более 30 видов. Ранее рассматривались в качестве подсемейства Murmidiinae в составе семейства Церилониды. Среди семейств Coccinelloidea и остальных жуков Murmidiidae образуют очень своеобразную группу благодаря своеобразным 8-10-члениковым усикам с крупной 1-члениковой булавой, с передней, а не полностью вентральной ориентацией переднегрудных полостей, в сочетании с простыми 4-члениковыми лапками, зубчатым задним краем терминального брюшного вентрита и тонкими, но не шиповидными терминальными члениками максиллярных и лабиальных щупиков.
- Botrodus Casey, 1890
  - Botrodus championi Slipinski, 1990
  - Botrodus estriatus Casey, 1890
  - Botrodus dufani Grouvelle, 1913

- Murmidiella Jałoszyński et Ślipiński, 2022 (Эквадор)[1]
  - Murmidiella sola Jałoszyński et Ślipiński, 2022[1]

- Murmidius Leach, 1822
  - Murmidius araguanus Jałoszyński et Ślipiński, 2022[1]
  - Murmidius australicus Jałoszyński et Ślipiński, 2022[1]
  - Murmidius campbelli Jałoszyński et Ślipiński, 2022[1]
  - Murmidius convexus Jałoszyński et Ślipiński, 2022[1]
  - Murmidius drakei Heinze, 1944[5]
  - Murmidius elongatus Jałoszyński et Ślipiński, 2022[1]
  - Murmidius estriatus (Champion, 1913)
  - Murmidius ferrugineus (Leach, 1821)
  - Murmidius hawaiianus Jałoszyński et Ślipiński, 2022[1]
  - Murmidius hebrus Hinton, 1942[6]
  - Murmidius irregularis Reitter, 1878 (Murmidius chapini Hinton, 1935)[7]
  - Murmidius lankanus Jałoszyński et Ślipiński, 2022[1]
  - Murmidius melon Guerrero, Ramírez & Vidal, 2018[8]
  - Murmidius meridensis Jałoszyński et Ślipiński, 2022[1]
  - Murmidius merkli Jałoszyński et Ślipiński, 2022[1]
  - Murmidius okinawanus Jałoszyński et Ślipiński, 2022[1]
  - Murmidius ovalis (Beck, 1817)
  - Murmidius panamanus Jałoszyński et Ślipiński, 2022[1]
  - Murmidius rectistriatus Lewis, 1888
  - Murmidius segregatus Waterhouse, 1876
  - Murmidius stoicus Hinton, 1942[6]
  - Murmidius tachiranus Jałoszyński et Ślipiński, 2022[1]
  - Murmidius trujilloensis Jałoszyński et Ślipiński, 2022[1]
  - Murmidius tydeus Hinton, 1942[6]

- Mychocerinus Slipinski, 1990 (= Mychocerus)
  - Mychocerinus arizonensis (Lawrence & Stephan, 1975)[9]
  - Mychocerinus caledonicus Jałoszyński et Ślipiński, 2022[1]
  - Mychocerinus depressus (LeConte, 1866)
  - Mychocerinus oahuanus Jałoszyński et Ślipiński, 2022[1]
  - Mychocerinus piceus Jałoszyński et Ślipiński, 2022[1]
  - Mychocerinus pilifer (Lewis, 1888)